# Вир-о-Валь
Вир-о-Валь (фр. Wihr-au-Val) — коммуна на северо-востоке Франции в регионе Гранд-Эст (бывший Эльзас — Шампань — Арденны — Лотарингия), департамент Верхний Рейн, округ Кольмар — Рибовилле, кантон Вендзенем. До марта 2015 года коммуна административно входила в состав упразднённого кантона Мюнстер (округ Кольмар).
Площадь коммуны — 12,54 км², население — 1184 человека (2006) с тенденцией к росту: 1271 человек (2012), плотность населения — 101,4 чел/км².

## Население
Численность населения коммуны в 2011 году составляла 1272 человека, а в 2012 году — 1271 человек.
| 1962 | 1968 | 1975 | 1982 | 1990 | 1999 | 2005 | 2006 | 2008 | 2010 | 2011 | 2012 |
| ---- | ---- | ---- | ---- | ---- | ---- | ---- | ---- | ---- | ---- | ---- | ---- |
| 1027 | 1033 | 1106 | 1051 | 1089 | 1232 | 1177 | 1184 | 1210 | 1264 | 1272 | 1271 |

Динамика населения:

## Экономика
В 2010 году из 818 человек трудоспособного возраста (от 15 до 64 лет) 628 были экономически активными, 190 — неактивными (показатель активности 76,8 %, в 1999 году — 74,8 %). Из 628 активных трудоспособных жителей работали 589 человек (312 мужчин и 277 женщин), 39 числились безработными (16 мужчин и 23 женщины). Среди 190 трудоспособных неактивных граждан 73 были учениками либо студентами, 84 — пенсионерами, а ещё 33 — были неактивны в силу других причин.
На протяжении 2011 года в коммуне числилось 518 облагаемых налогом домохозяйств, в которых проживало 1258,5 человек. При этом медиана доходов составила 22737 евро на одного налогоплательщика.

## Достопримечательности (фотогалерея)

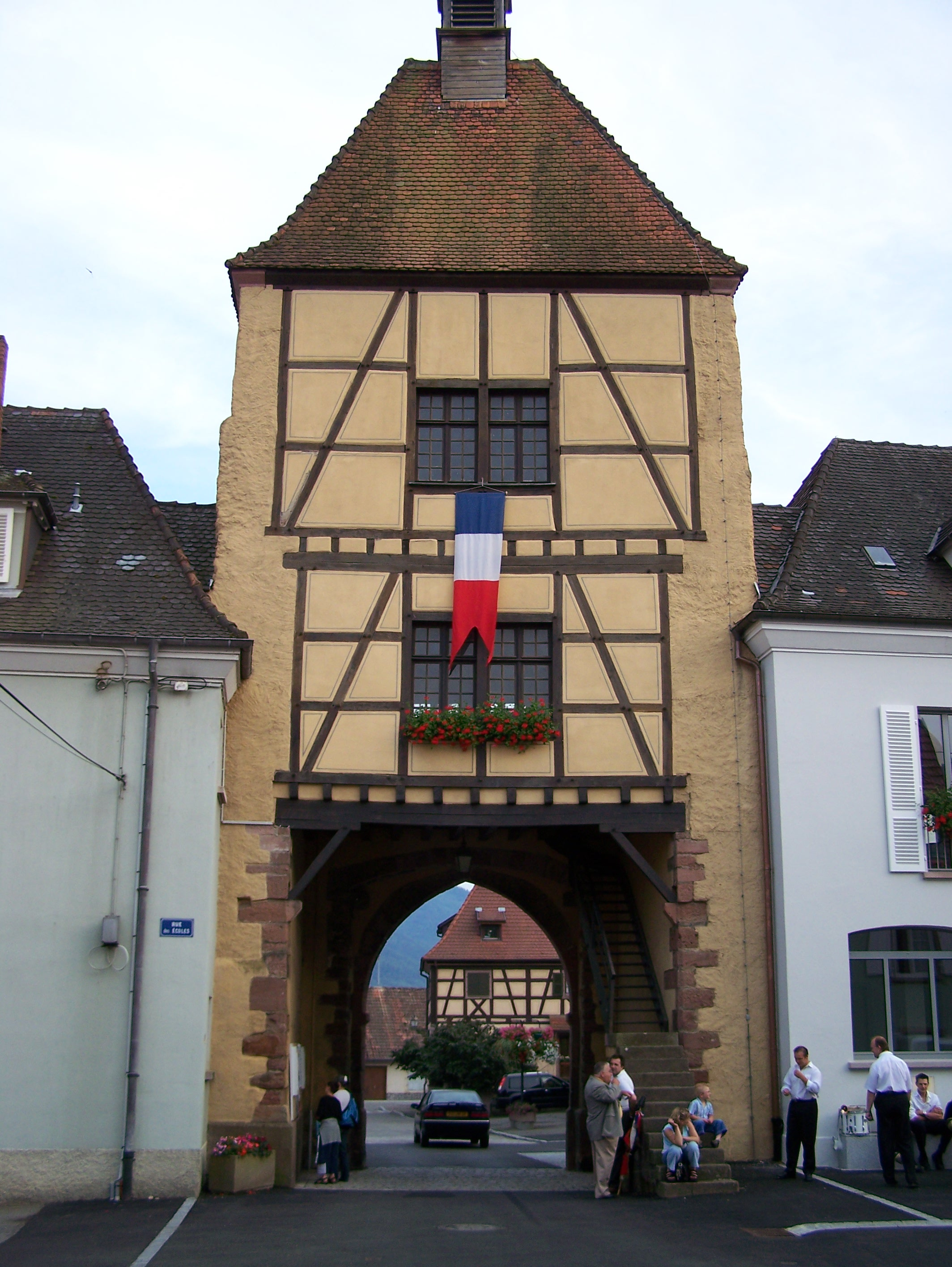
Средневековые ворота
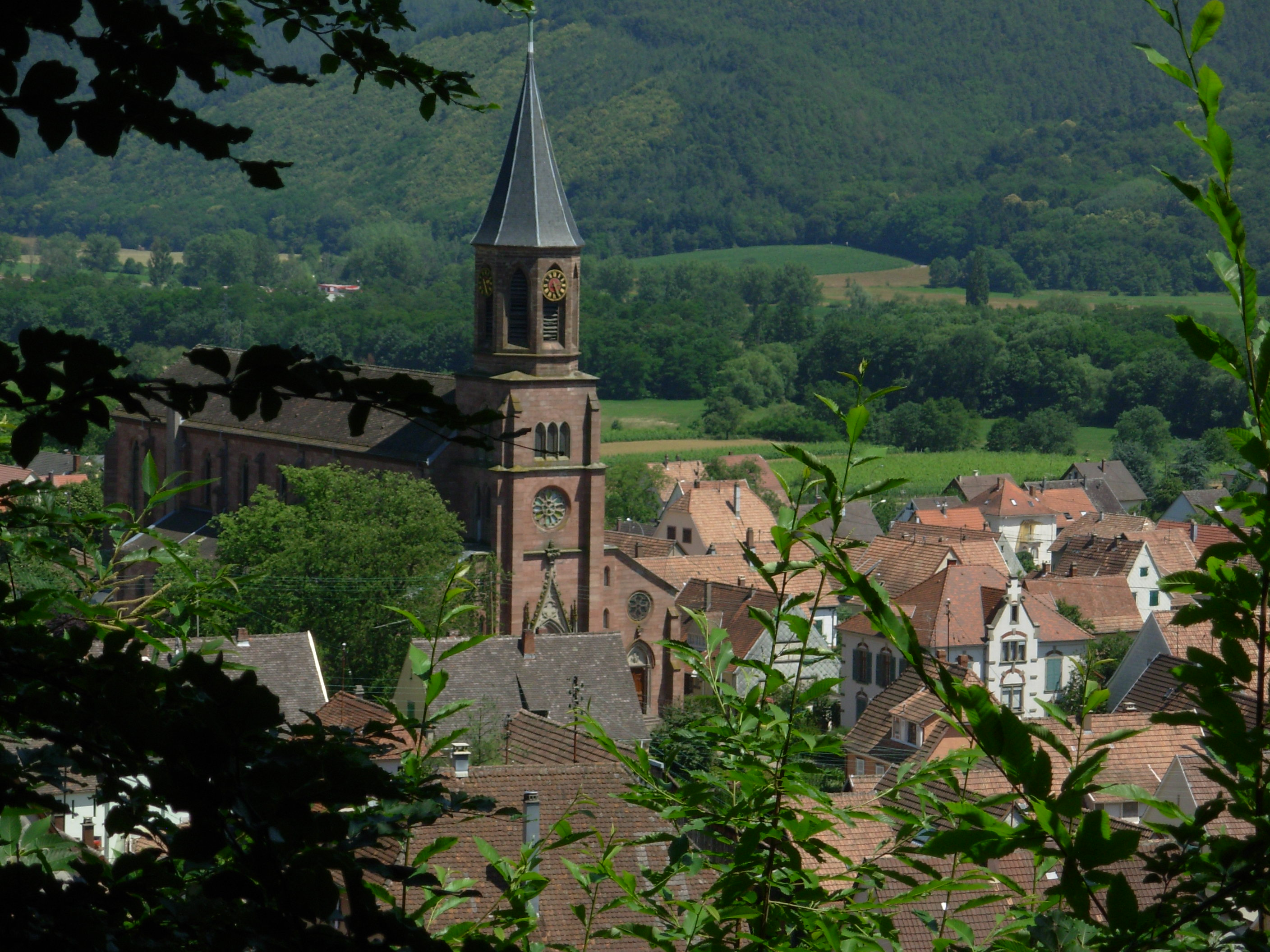
Центр
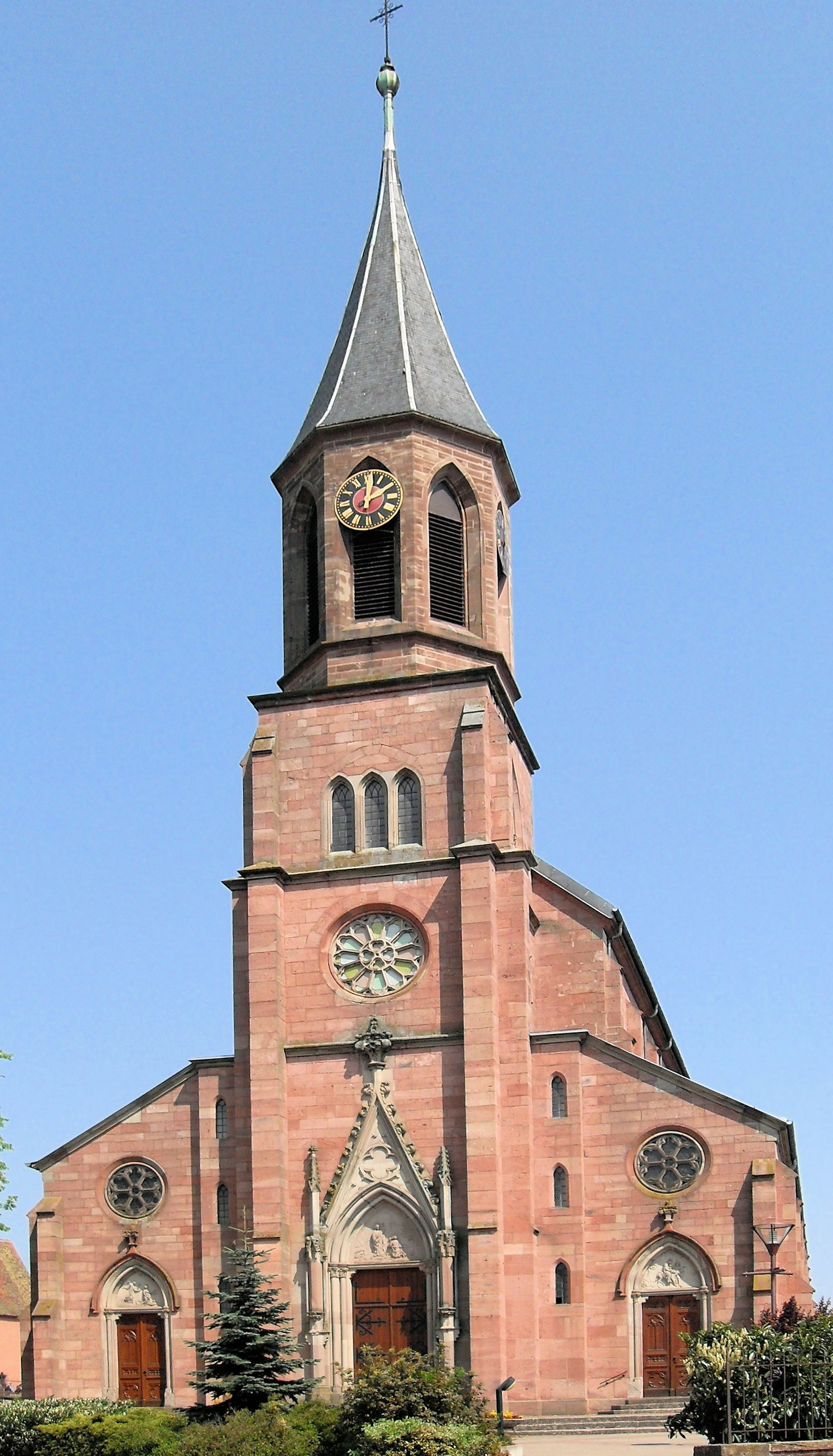
Колокольня